# Воронков, Сергей Борисович
Сергей Борисович Воронков (род. 1954) — советский и российский шахматный обозреватель, журналист, редактор и писатель.

## Биография
Родился в семье известного шахматного тренера Бориса Григорьевича Воронкова. В 1971 поступил на вечернее отделение журналистского факультета МГУ и стал работать корректором в журнале «Шахматы в СССР». В 1973, проходя практику в еженедельнике «64», начал печататься и в нём. В 1978 по окончании университета, начал работать редактором в только что созданной в издательстве «Физкультура и спорт» редакции шахматной литературы. За неполные 14 лет работы неоднократно признавался лучшим редактором издательства. В январе 1992 вернулся на работу в журнал «Шахматы в СССР» в качестве заместителя главного редактора, где в течение 7 лет занимался издательством шахматной периодики. После закрытия в 1999 журнала «Шахматы в России» стал свободным художником, о чём, по его словам, мечтал всю сознательную жизнь. Является ведущим научным сотрудником Центра шахматной культуры и информации, созданного под эгидой Юрия Львовича Авербаха в ГПНТБ России. Отредактировал более 150 книг на шахматную тематику, в их числе 12 томов Г. К. Каспарова.

## Публикации
- «Владимир Симагин»;
- «Давид против Голиафа» (в соавторстве с Д. И. Бронштейном);
- «Давид Яновский» (в соавторстве с Д. Г. Плисецким);
- «Русские против Фишера» (в соавторстве с Д. Г. Плисецким);
- «Шедевры и драмы чемпионатов СССР» (три тома);
- «Фёдор Богатырчук. Доктор Живаго советских шахмат».
- «Русский сфинкс».